# District de Gera
Pour les articles homonymes, voir Gera (homonymie).
Le district de Gera était l'un des 15 Bezirke (districts) de la République démocratique allemande, nouvelles subdivisions administratives créées lors de la réforme territoriale de 1952 en remplacement des cinq Länder préexistants. Ces districts furent à leurs tours dissous en 1990, en vue de la réunification allemande et remplacés par les anciens cinq Länder reconstitués, dont le district de Gera constitue la partie sud-est de l'actuel Land de Thuringe.
Immatriculation automobile : N

## Démographie
- 742 000 hab. en 1989

## Structure administrative
Le district comprenait :
- Les villes-arrondissements (Stadtkreis) de :

1. Gera
2. Iéna

- Les arrondissements-ruraux (Landkreis) de :

1. Eisenberg
2. Gera-Campagne
3. Greiz
4. Iéna-Campagne
5. Lobenstein
6. Pößneck
7. Rudolstadt
8. Saalfeld
9. Schleiz
10. Stadtroda
11. Zeulenroda

## Gouvernement et les dirigeants du SED

### Premier secrétaire duSEDpour le district
- 1952–1955 Otto Funke (1915–1997)
- 1955–1959 Heinz Glaser (1920–1980)
- 1959–1963 Paul Roscher (1913–1993)
- 1963–1989 Herbert Ziegenhahn (1921–1993)
- 1989–1990 Erich Postler (1940–)

### Président du conseil de district
- 1952–1959 Lydia Poser (1909–1984)
- 1959–1965 Albert Wettengel
- 1965–1973 Horst Wenzel (1914–1974)
- 1973–1977 Rudolf Bahmann (1928–1977)
- 1977 Joachim Mittasch
- 1977–1983 Karl-Heinz Fleischer
- 1983–1990 Werner Ullrich (1928–)
- 1990 Helmut Luck (1930–)
- 1990 Peter Lindlau (mandataire du gouvernement)